# モロー博士の島
『モロー博士の島』（モローはかせのしま、The Island of Dr. Moreau）は、イギリスの小説家ハーバート・ジョージ・ウェルズが1896年に発表した小説。
ウェルズの人気を高めた小説のひとつであり、『タイム・マシン』や『透明人間』と同じく1890年代に発表された。他の生物を人間のように改造するという設定が話題を呼び、発表当時はアーサー・マッケンの『パンの大神』（1894年）と比較された。何度か映画化もされている。

## あらすじ
1887年2月、帆船レディ・ヴェイン号に乗り組んでいたプレンディックは、漂流船との衝突事故の際に小型ボートで脱出する。のちに別の船に救助されるが、そこには多数の動物が積まれ、異様な外見の人間が乗っていた。やがてプレンディックは船長と衝突して目的地である島に降ろされてしまい、そこで白髪の男に会う。
白髪の男は、自分の島が「生物学研究所」のようなものだと説明する。プレンディックは、男の正体が、残酷な動物実験を理由に学界を追放されたモロー博士だと気づく。博士は、この島でさまざまな動物を人間のように改造し、知性を与える実験を行なっていた。島には多数の獣人がおり、人間を模範とする「掟」を守りながら生活していた。しかし、プレンディックは惨殺された動物の死骸などを目撃し、掟を破った獣人が存在することに気づく。
やがてモロー博士が手術中の獣人に殺害され、この事件をきっかけに獣人たちは人間らしさを失って獣と化してゆく。博士の助手であり博士の支配者の座を狙ったモンゴメリーも死亡し、ただ1人の人間となったプレンディックは命の危険を感じて島を脱出する。しかし生還した彼を待っていたのは、人間社会に対する恐れであった。プレンディックは、街をゆく人々に獣人の影を見、そして彼らも獣に化すのではないかという不安にさいなまれつつ、人目を避けて暮らすのだった。

## 主な登場人物
エドワード・プレンディック (Edward Prendick)
語り手の男。生物学を学んだ経験をもつ。難破をきっかけにモロー博士と出会う。
モロー博士 (Doctor Moreau)
高名な生理学者。生体解剖などを行なったとして学界を追放され、孤島で動物を人間化する研究を続けている。
モンゴメリー (Montgomery)
モロー博士の助手。最後は獣人たちと酒宴を開いたことが原因で死亡する。
ムリング (M'ling)
モンゴメリーに仕える獣人。最後はモンゴメリーと銀毛の男の酒宴中での争いに巻き込まれて死亡する。
犬男 (Dog-man)
プレンディックに協力的な獣人。後に普通の犬に戻ったうえ、ハイエナと豚の男に殺されてしまう。
銀毛の男 (grey Sayer)
「掟」を語る獣人。最後は酒が元でモンゴメリーと争って死亡する。
豹男 (Leopard-man)
血の味をおぼえ、人間に反抗する獣人。「掟」を破ったことでモロー博士たちに追われ、命を落とす。
ハイエナと豚の男 (Hyena-swine)
凶暴な獣人。最後は犬男だった犬を殺したことでプレンディックに射殺される。

## 日本語訳
- 『モロー博士の島』 木村信次訳、大正13年。
- 『モロー博士の島』 土屋光司訳、三邦出版社、昭和16年。
- 『モロー博士の島 H.G.ウエルズ傑作集 1』 宇野利泰訳、早川書房〈ハヤカワ文庫SF〉、1977年
- 『モロー博士の島』 能島武文訳、岩波書店〈岩波文庫〉、昭和42年。
- 『改造人間の島』 橋本槙矩訳、旺文社〈旺文社文庫〉、1977年。 - ウェルズ年譜あり
- 『モロー博士の島 他九篇』 橋本槙矩・鈴木万里訳、岩波書店〈岩波文庫〉、1993年11月、ISBN 4-00-322763-8
- 『モロー博士の島』 中村融訳、東京創元社〈創元SF文庫〉、1996年9月、ISBN 4-488-60707-1
- 『モロー博士の島』 雨沢泰訳、偕成社〈偕成社文庫〉、1996年。 - 児童向け版、ISBN 4-03-652140-3

本作品には、プレンディックの甥で遺産相続人であるチャールズによる前書きがついているが、この前書きが訳されていない版がある。

## 映画化
- Island of Lost Souls (1933) 邦題『獣人島』 - 主演はチャールズ・ロートン、ベラ・ルゴシ。
- The Island of Dr. Moreau (1977) 邦題『ドクター・モローの島』 - 主演はバート・ランカスター、マイケル・ヨーク.
- The Island of Dr. Moreau (1996) 邦題『D.N.A./ドクター・モローの島』 - 主演はマーロン・ブランド、ヴァル・キルマー

## 派生作品
- 『デス博士の島その他の物語』 - 『モロー博士の島』を愛読していたジーン・ウルフの作品。『モロー博士の島』から着想を得た作品。
- Moreau's Other Island - ブライアン・W・オールディスの作品。『モロー博士の島』から着想を得た作品。
- ドクター・モリスの島/フィッシュマン - 1979年のイタリア映画。本作をベースに、半魚人とアトランティス伝説を織り込んでいる。